# Route nationale 4 (Albanie)
 (décembre 2024).
Si vous disposez d'ouvrages ou d'articles de référence ou si vous connaissez des sites web de qualité traitant du thème abordé ici, merci de compléter l'article en donnant les références utiles à sa vérifiabilité et en les liant à la section « Notes et références ».
Pour les articles homonymes, voir Route nationale 4.
La route nationale 4 (albanais : Rruga Shtetërore 4) est une route nationale albanaise 223 kilomètres reliant la ville portuaire de Durrës au nord à la frontière albano-grecque et la ville grecque de Kakavia, via Fier, Gjirokastër et la capitale Tirana. Cette route représente un important corridor de transport nord-sud en Albanie et une partie essentielle de l'autoroute Adriatique-Ionienne et du corridor paneuropéen VIII.

## Description
La route relie depuis le nord le port de Durrës, les villes de Kavajë, Rrogozhinë, Lushnjë dans les basses terres occidentales de l'Albanie, Fier, Tepelenë, Gjirokastër à la ville frontalière de Kakavijë/Kakavia. Le tracé est prolongé du côté grec et fait partie de la route nationale 22. La Route Nationale se compose de deux voies de circulation et d'une voie d'urgence dans chaque sens de circulation, séparées par une réserve centrale sur la majeure partie de sa longueur.  Il existe un certain nombre d'aires de repos le long de l'autoroute qui offrent différents types de services, allant des simples places de stationnement aux stations-service.
La route nationale 4 traverse le pays du nord au sud et permet de connecter l'Albanie à ses voisins du Montenegro et de Grèce. Le régime fasciste italien de Mussolini a réalisé un projet de construction de routes en Albanie dans les années 1930, mais la mobilité automobile était limitée à l'époque. La longueur totale des routes albanaises a plus que doublé au cours des trois premières décennies qui ont suivi la Seconde Guerre mondiale et, dans les années 1980, la quasi-totalité des régions montagneuses reculées du pays étaient reliées, par des routes en terre ou pavées, à la capitale, Tirana, et aux ports de l'Adriatique et de la mer Ionienne. La route nationale 4 fera à terme partie du Corridor bleu ou autoroute Adriatique-Ionienne, une future autoroute qui s'étendra sur toute la rive orientale de l'Adriatique et de la mer Ionienne, couvrant la côte occidentale de la péninsule balkanique, de l'Italie au nord à la Grèce au sud, en passant par la Slovénie, la Croatie, le Monténégro et l'Albanie.